# Szachownica kostkowata
Szachownica kostkowata (Fritillaria meleagris L.) – gatunek bylin należący do rodziny liliowatych. Występuje głównie w Europie Zachodniej. W rozproszeniu spotyka się ją w środkowej i południowo-wschodniej Europie. W Polsce gatunek bardzo rzadki. Występuje na Pomorzu, w Wielkopolsce, w okolicach Przemyśla (rezerwat przyrody Szachownica kostkowata w Stubnie, rezerwat przyrody Szachownica w Krównikach), nad Sanem oraz Biebrzą.

## Morfologia

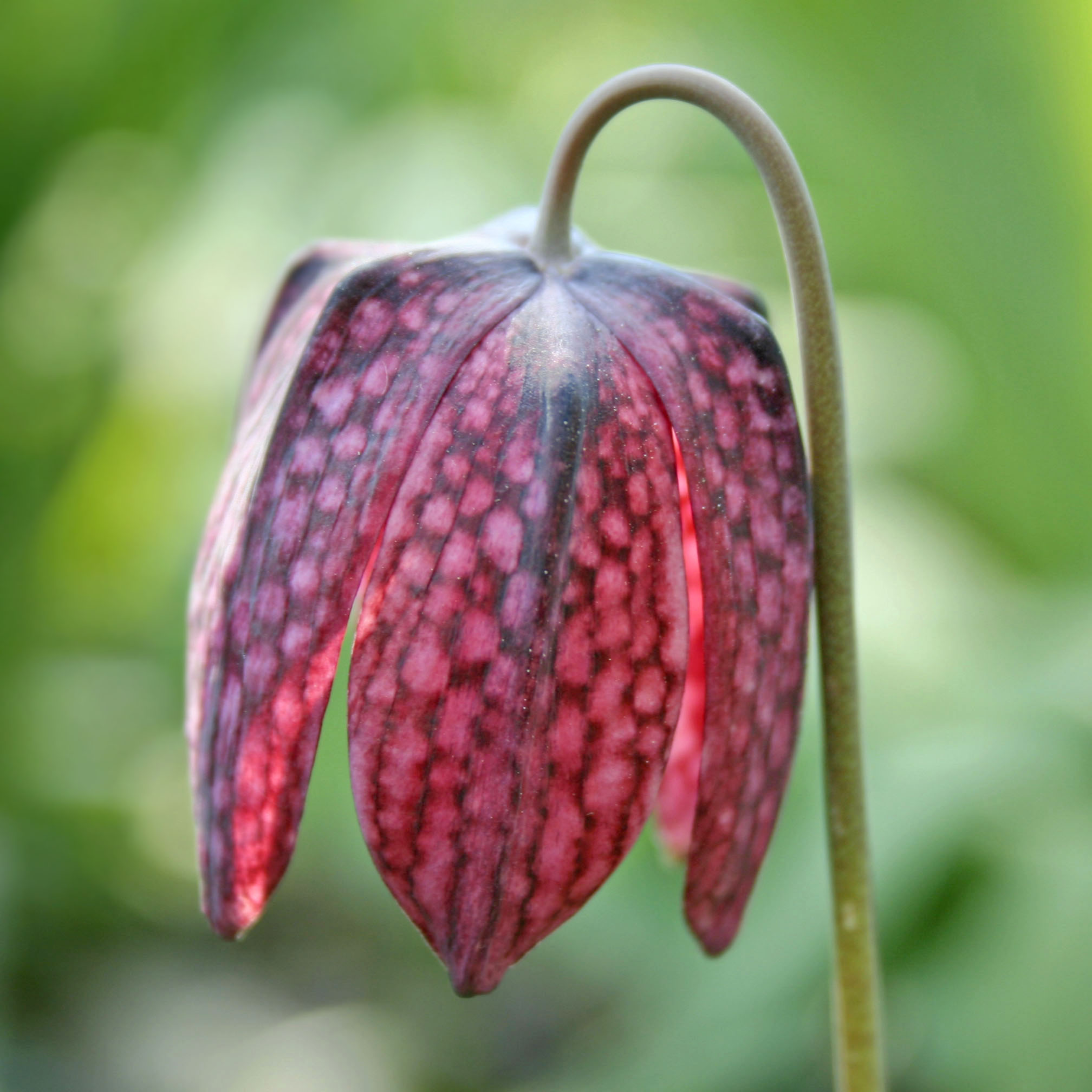
Okwiat

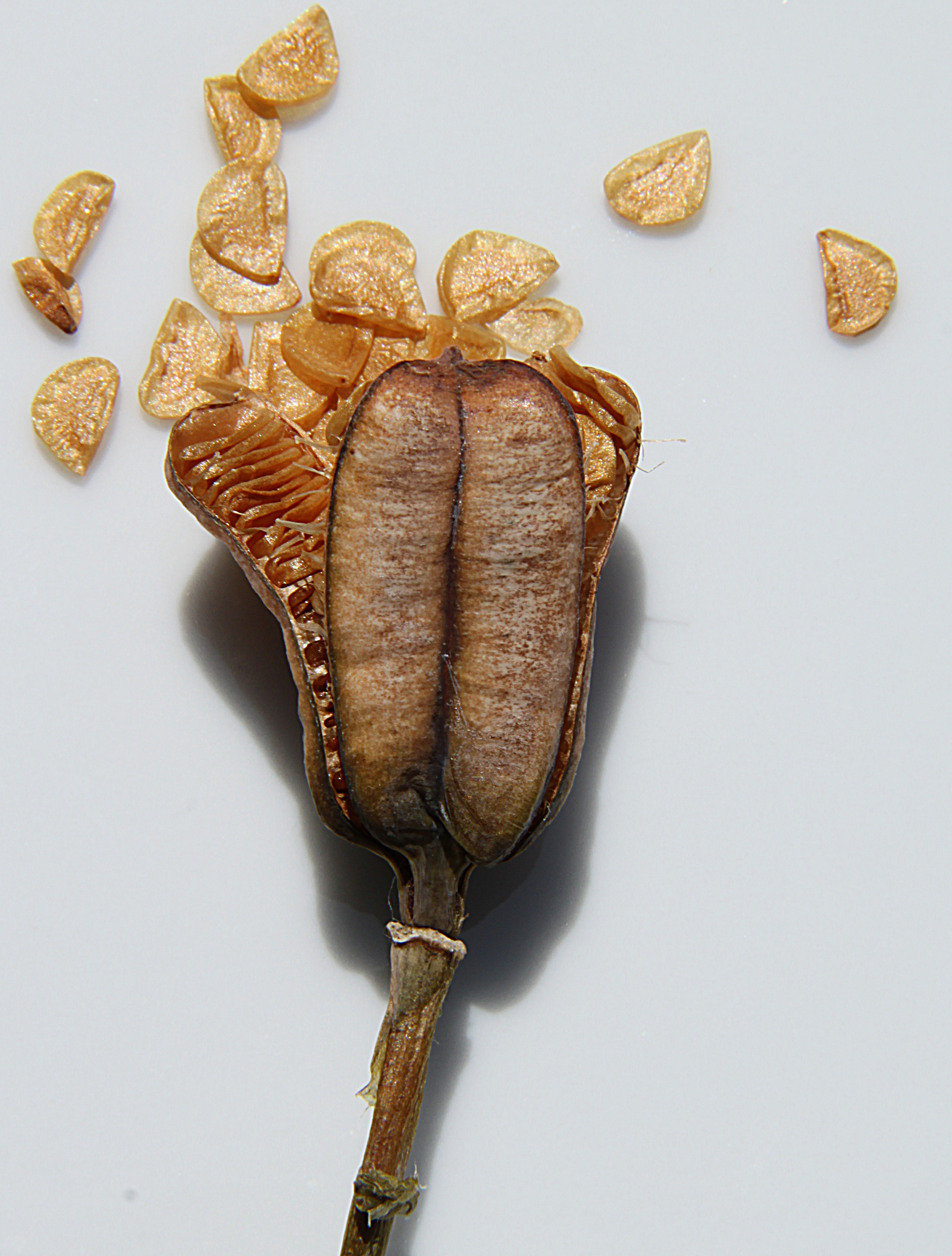
Owoc i nasiona

ŁodygaDorasta od 15 do 40 cm.
LiścieSzarozielone, rynienkowate, wąskolancetowate, rowkowane, ustawione skrętolegle.
KwiatBezwonny, dzwonkowaty, pochylony ku dołowi o długości 3–4 cm. Tępe płatki okwiatu są podgięte na wierzchołku, u nasady każdej działki znajduje się miodnik. Kwiat jest purpurowobrązowy z wzorem szachownicy, czasem białawozielono plamisty lub czerwono pstrokaty. Pojedynczy kwiat żyje średnio 6-7 dni, wytwarza w tym czasie dość silnie skoncentrowany nektar (średnie stężenie cukrów >50%) składający się w prawie równych proporcjach z sacharozy, glukozy i fruktozy. Roślina kwitnie od kwietnia do maja.
CebulaKuliste, wielkości orzecha laskowego.

## Biologia i ekologia

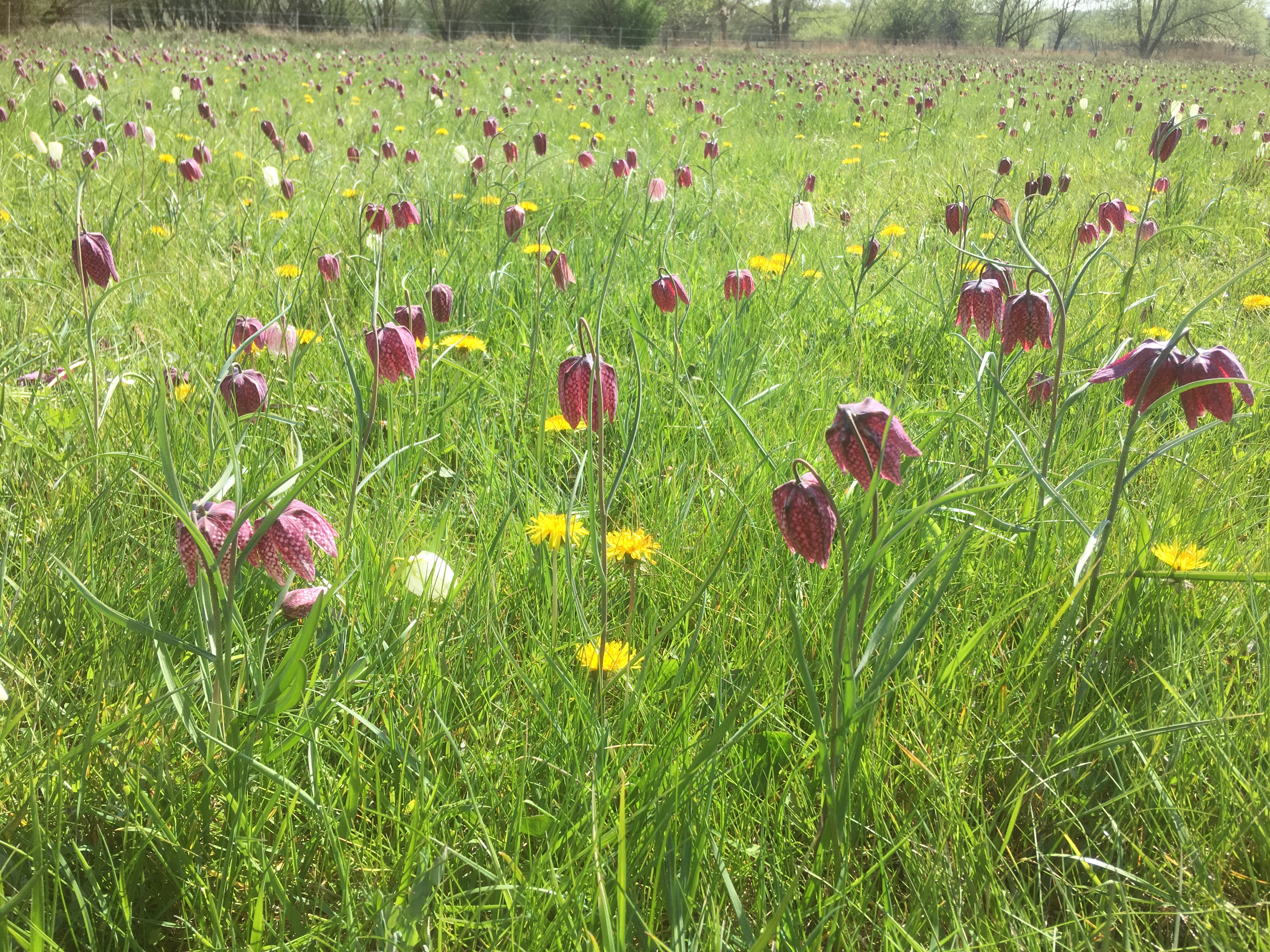
Łąka z szachownicą kostkowatą

Bylina, geofit. Roślina samozgodna, lecz nasiona głównie obcopylne. Kwiaty odwiedzane przez błonkówki i muchówki - głównymi zapylaczami są trzmiele.
Rośnie na wilgotnych łąkach, w zaroślach, na torfowiskach niskich, bagnach. Gatunek charakterystyczny łąk kaczeńcowych ze związku Calthion.
WymaganiaLekkie gleby, w pobliżu oczek wodnych i strumyków.
Roślina trująca

## Zagrożenia i ochrona
W Polsce roślina objęta całkowitą ochroną gatunkową.
Kategorie zagrożenia:
- Kategoria zagrożenia w Polsce według Czerwonej listy roślin i grzybów Polski (2006)[6]: E (wymierający); 2016: CR (krytycznie zagrożony)[7].
- Kategoria zagrożenia w Polsce według Polskiej czerwonej księgi roślin[8]: CR (critical, krytycznie zagrożony).

Występuje m.in. w Rezerwacie przyrody Szachownica kostkowata w Stubnie.

## Zastosowanie
- Roślina ozdobna - uprawiana w ogrodach.